# Morrilton
Morrilton är en stad (city) i Conway County, i delstaten Arkansas, USA. Enligt United States Census Bureau har staden en folkmängd på 6 766 invånare (2011) och en landarea på 22,6 km². Morrilton är huvudort i Conway County.